# Hesperomyces

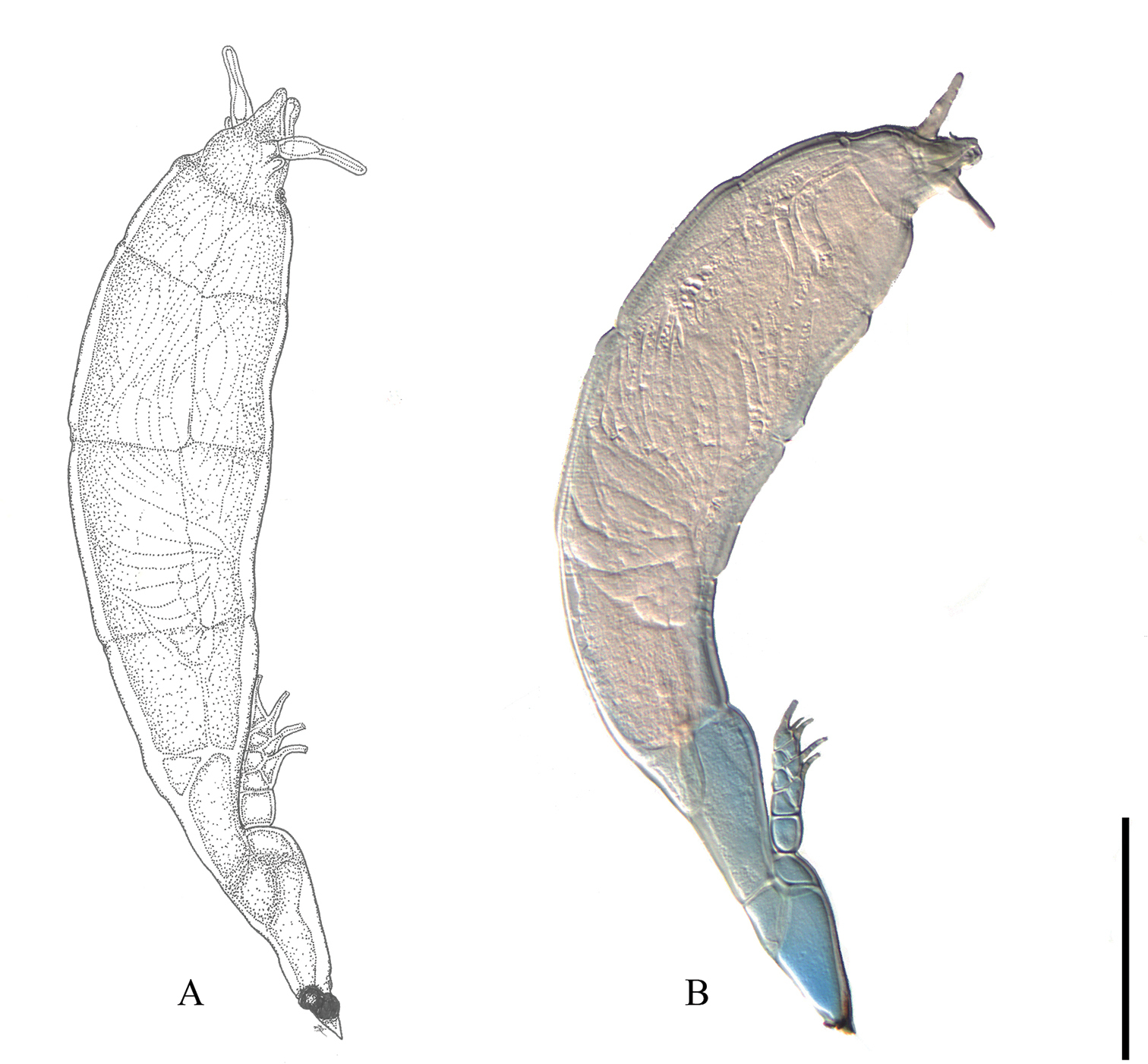
Dojrzała plecha (thallus) Hesperomyces halyziae.

Hesperomyces Thaxt. (1891) – rodzaj grzybów z rzędu owadorostowców (Laboulbeniales). Grzyby mikroskopijne, ektopasożyty owadów (grzyby entomopatogeniczne), w większości z rodziny biedronkowatych.

## Systematyka
Pozycja w klasyfikacji według Index Fungorum: Hesperomyces, Laboulbeniaceae, Laboulbeniales, Laboulbeniomycetidae, Laboulbeniomycetes, Pezizomycotina, Ascomycota, Fungi.
Takson ten w 1891 r. wyróżnił Roland Thaxter.

## Gatunki
Index Fungorum i MycoBank wymieniają 15 gatunków tego rodzaju (stan na 21 czerwca 2025 r.). Poniżej jest ich lista uzupełniona o podział na dwie grupy:
- Kompleks gatunków Hesperomyces virescens, czyli gatunki należące do He. virescens sensu lato (s.l.):[2]
  - Hesperomyces chilocori-bipustulati Van Caenegem & Haelew. (2025)[2]
  - Hesperomyces coccinellae-transversalis Van Caenegem & Haelew. (2025)[2]
  - Hesperomyces halyziae Haelew. & De Kesel (2020)[4]
  - Hesperomyces harmoniae Haelew. (2022)
  - Hesperomyces parexochomi Mironova & Haelew. (2021)[2]
  - Hesperomyces virescens Thaxt. (1891) (He. virescens s.s.[2])
- Pozostałe gatunki:
  - Hesperomyces auriculatus W.Rossi & M.Leonardi (2018)
  - Hesperomyces biphylli K.Sugiy. & T.Majewski (1985)
  - Hesperomyces catopii Thaxt. (1931)
  - Hesperomyces chilomenis (Thaxt.) Thaxt. (1931)
  - Hesperomyces coccinelloides (Thaxt.) Thaxt. (1931)
  - Hesperomyces coleomegillae W.Rossi & A.Weir (2014)
  - Hesperomyces hyperaspidis Thaxt. (1931)
  - Hesperomyces palustris W.Rossi & A.Weir (2014)
  - Hesperomyces papuanus T.Majewski & K.Sugiy. (1985)

He. coccinelloides może być kompleksem gatunków.

## Morfologia
Gatunki z rodzaju Hesperomyces są grzybami mikroskopijnymi. Podobnie jak inne Laboulbeniales nie tworzą grzybni (mycelium) ani strzępek (hyphae), tylko maleńką plechę (thallus). Jest ona przymocowana do ciała żywiciela przy pomocy ssawki (haustorium).

## Tryb życia
Gatunki z rodzaju Hesperomyces to ektopasożyty owadów (grzyby entomopatogeniczne), w większości z rodziny biedronkowatych. Wyjątkami są H. biphylli i H. catopii, pasożytujące odpowiednio na Biphyllidae i Mycetophagidae, jednak ich przynależność do rodzaju wymaga potwierdzenia.
Gatunki z rzędu Laboulbeniales posiadające ssawkę (haustorium), jak na przykład należące do rodzaju Hesperomyces, wykazują większą specyficzność w stosunku do swojego żywiciela w porównaniu do gatunków bez ssawki, ponieważ są z nim w bliższym kontakcie. Szczególnie jest to widoczne u gatunków z kompleksu Hesperomyces virescens, czyli należących do H. virescens sensu lato.
Gatunki z rodzaju Hesperomyces podobnie jak inne należące do rzędu Laboulbeniales są dość odizolowane od siebie na swoich żywicielach. Wiąże się to z tym, że ich zarodniki workowe wykazują krótki czas życia (w dodatku np. u H. virescens s.l. są lepkie). Na skutek tego muszą przenosić się z na żywiciela poprzez bezpośredni kontakt między owadami, a te zachodzą najczęściej w obrębie jednego gatunku – podczas pielęgnacji, kopulacji, gromadzenia się w agregaty.